# Lanthanmangan(III)-oxid
Lanthanmangan(III)-oxid ist eine anorganische chemische Verbindung aus der Gruppe der Manganite.

## Gewinnung und Darstellung
Lanthanmangan(III)-oxid kann durch Reaktion von Mangancarbonatdihydrat oder Mangan(III)-oxid mit Lanthanoxid an der Luft gewonnen werden.
{\displaystyle \mathrm {\ 2\ La_{2}O_{3}+4\ MnCO_{3}+O_{2}\longrightarrow 4\ LaMnO_{3}+\ 4\ CO_{2}} }
{\displaystyle \mathrm {La_{2}O_{3}+Mn_{2}O_{3}\longrightarrow \ 2\ LaMnO_{3}} }

## Eigenschaften
Lanthanmangan(III)-oxid ist ein grauer geruchloser Feststoff, der praktisch unlöslich in Wasser ist. Er besitzt eine orthorhombische Kristallstruktur vom verzerrten Perovskittyp mit der Raumgruppe Pnma (Raumgruppen-Nr. 62). Es existieren auch nichtstöchiometrische Formen (LaMn1-xO3+x/2 (x<0,46) mit der gleichen Struktur. Es existiert auch eine Phase mit der Raumgruppe R3c (Raumgruppen-Nr. 167). Lanthanmangan(III)-oxid ist ein antiferromagnetischer Isolator und die übergeordnete Verbindung von kolossalen magnetoresistiven Materialien.

## Verwendung
Lanthanmangan(III)-oxid wird als Sputtermaterial verwendet.